# Slim Borgudd

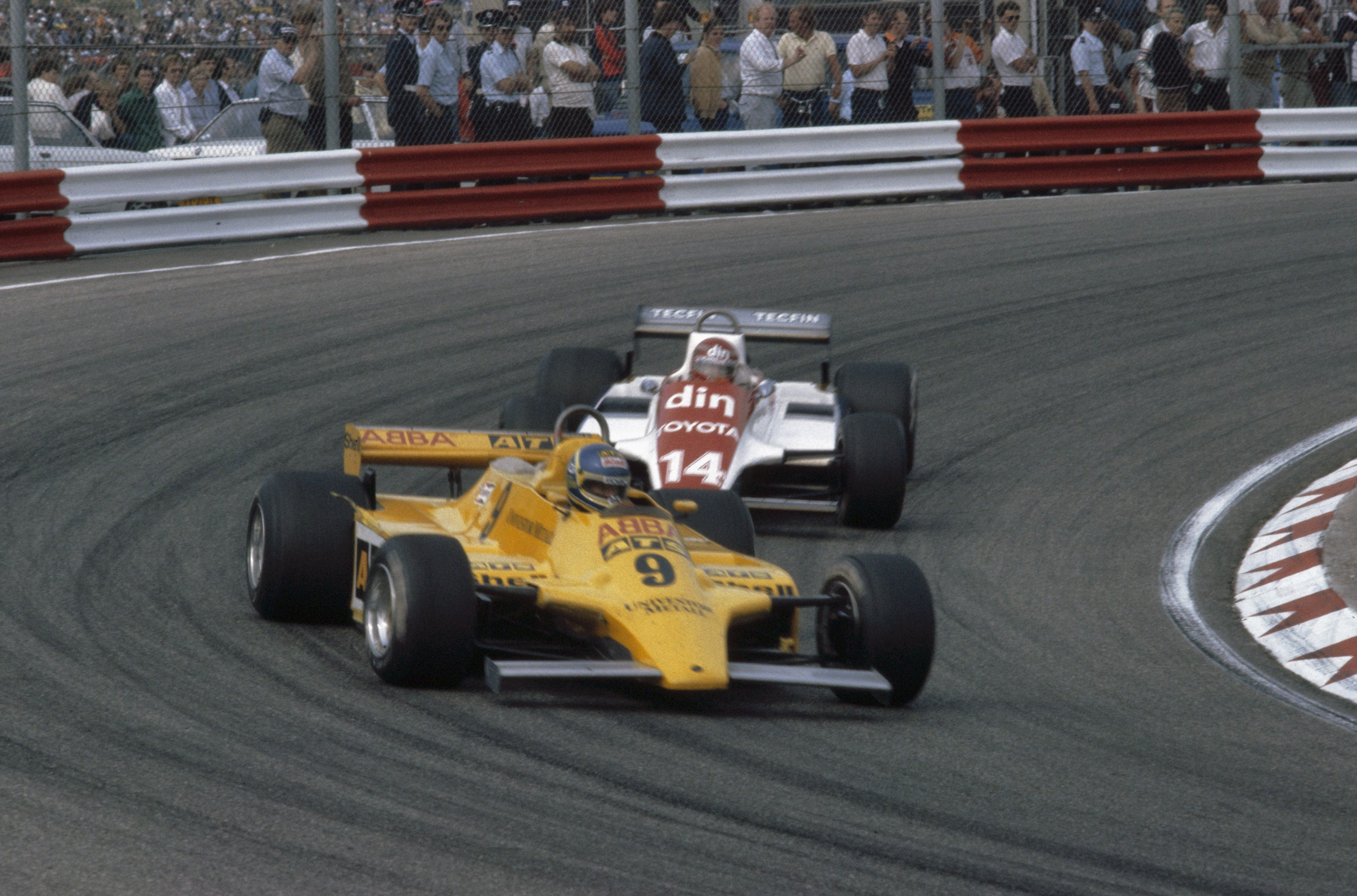
Tommy Borgudd tävlar i Zandvoort i Nederländerna 1981.

Karl Edward Tommy ”Slim” Borgudd, född 25 november 1946 i Borgholm på Öland, död 23 februari 2023, var en svensk racerförare och musiker.

## Biografi

### Musik
Borgudd startade sin karriär 1966 som trummis i musikgruppen Lea Riders Group. Han var därefter medlem i Made in Sweden och Solar Plexus. År 1976 utgav han under eget namn studioalbumet "Funky Formula" (Four Leaf FLC5011), på vilket en rad framstående musiker medverkade, Tommy Körberg, Björn J:son Lindh, Janne Schaffer, Björn Skifs, Jojje Wadenius och Jerry Williams. Vidare medverkade Ulf Andersson och Göran Lagerberg från Egba samt Bosse Hallgren och Cary Sharaf el Din från Wasa Express. Låtarna var skrivna av Borgudd själv tillsammans med Bosse Häggström, som var medlem i hans tre tidigare grupper. Vid enstaka tillfällen spelade han också, som studiomusiker, trummor åt Abba. Efter detta inriktade han sig på en karriär som racerförare.

### Racing
Borgudd vann det svenska formel 3-mästerskapet och blev trea totalt i 1979 års europeiska mästerskapstävling i formel 3 och satte banrekord i Monacos formel 3-race 1980. Han tävlade sedan i formel 1 säsongerna 1981 och 1982. Hans bästa placering under karriären var en sjätteplats i Storbritanniens Grand Prix 1981, vilken gav honom en poäng i mästerskapet. År 1984 vann han ett av formel 3-racen i Macaos Grand Prix och 1985 tävlade han bland annat med en Arrows-Ford-formel 1-bil i Formel 3000.
Förutom formel 1 har Borgudd tävlat framgångsrikt i truckracing, med tre Europamästerskapssegrar, en andraplats och en tredjeplats i sammandraget som bästa resultat.

#### Formel 1-karriär
| Säsong | Stall/Tillverkare | Poäng | Placering |
| ------ | ----------------- | ----- | --------- |
| 1981   | ATS-Ford          | 1     | 18        |
| 1982   | Tyrrell-Ford      | 0     | –         |